# FAB-500

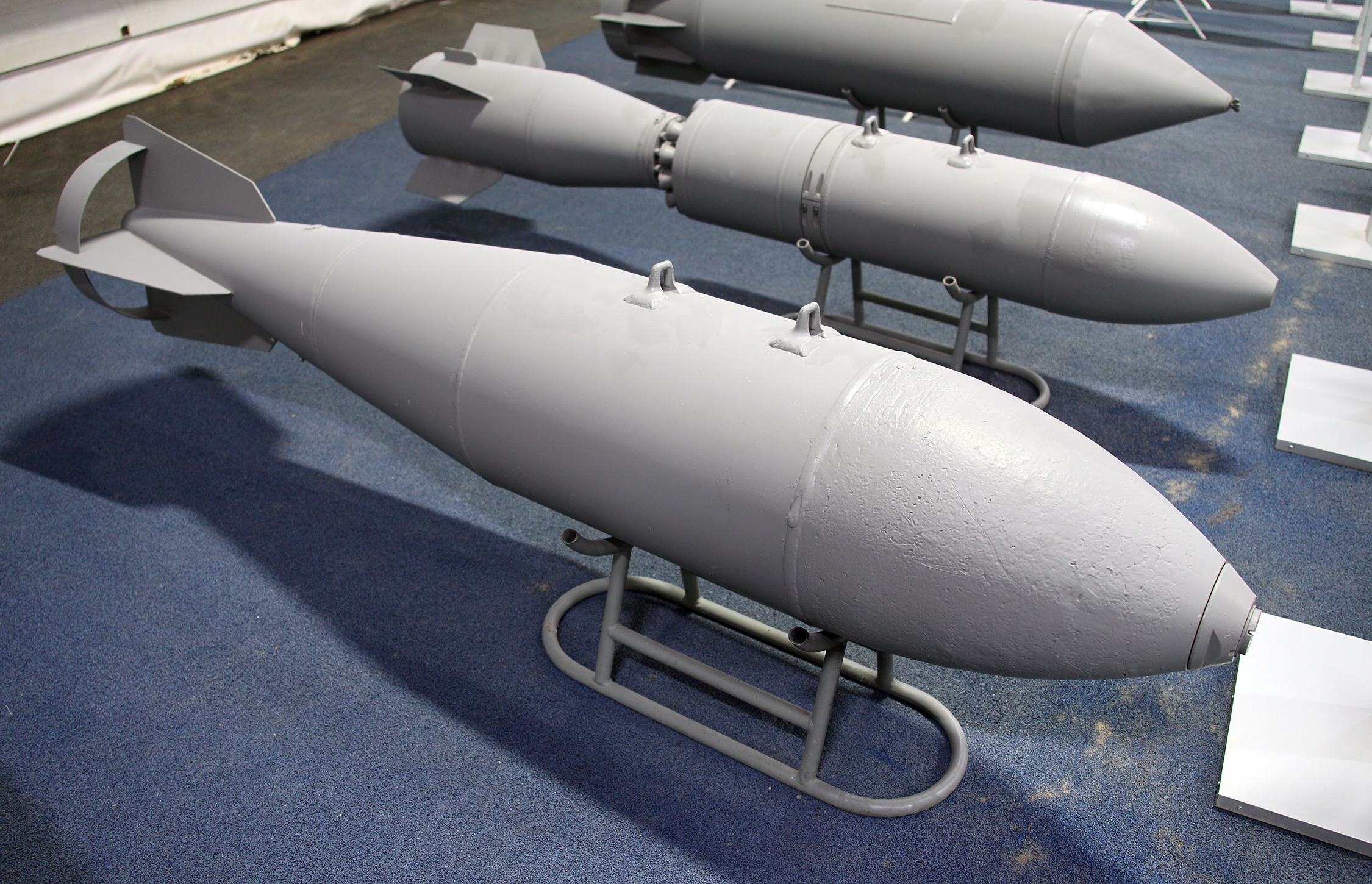
O АБ-500 М62.

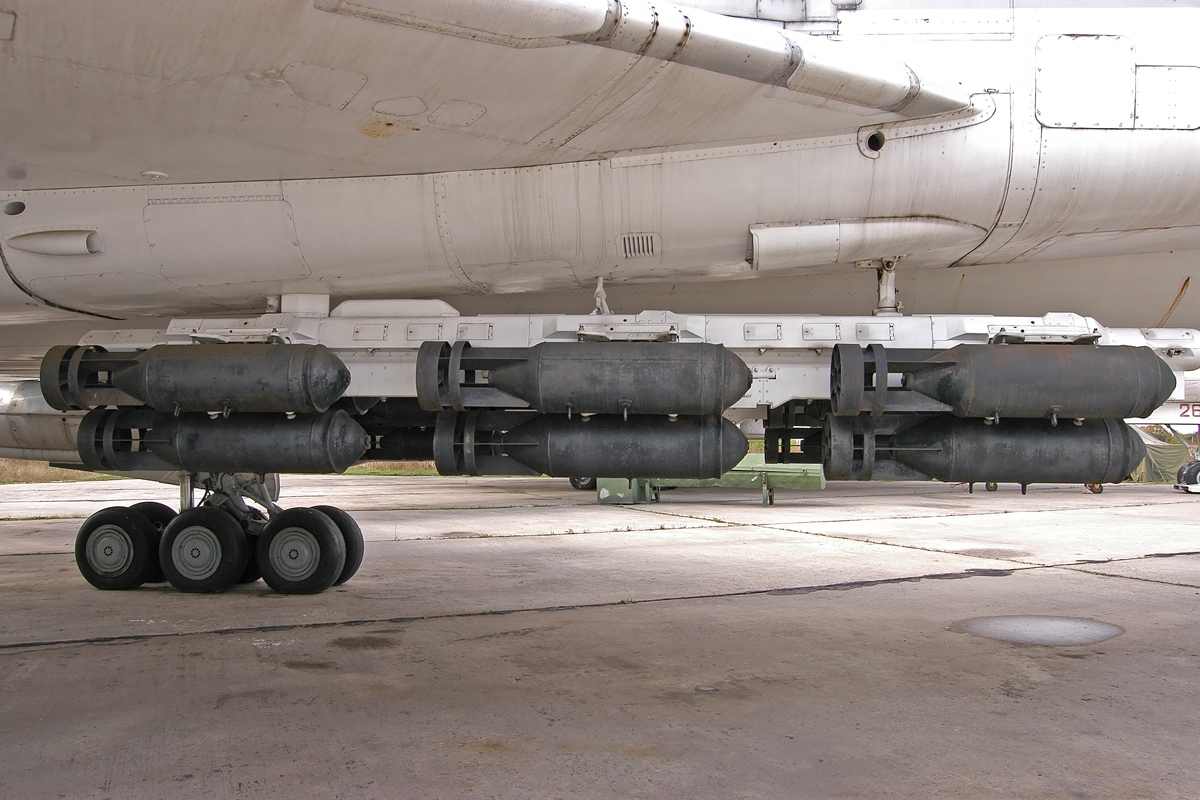
18 × FAB-500 em dois pilões abaixo da asa de um Tu-22M

A FAB-500 é uma bomba aérea de baixo arrasto de uso geral da Força Aérea russa, com uma ogiva de 500 kg de alto explosivo. Os primeiros modelos da bomba apareceram no início da década de 1960 na União Soviética.[carece de fontes?]
A bomba é descontrolada, dispõe de um único fuzo no nariz e é compatível com a maioria dos modelos de aeronaves Soviéticas. A FAB-500 tem sido utilizada mais recentemente sobre a Síria na sua guerra civil, tanto por aeronaves russas como sírias.